# Гоглєв Михайло Іванович
Михайло Іванович Гоглєв (нар. 3 листопада 1926 — ?) — радянський військовий політпрацівник, член Військової Ради — начальник Політуправління Центральної групи військ, генерал-лейтенант. Депутат Верховної Ради УРСР 10-го скликання.

## Біографія
З 1943 року служив у Радянській армії, учасник німецько-радянської війни.
Член ВКП(б) з 1947 року.
З 1949 року — на відповідальній партійно-політичній роботі у військах.
Освіта вища. Закінчив Військово-політичну академію імені Леніна.
У 1979—1982 роках — член Військової Ради — начальник Політичного управління Центральної групи військ у Чехословаччині.
Потім — на пенсії в місті Москві.

## Військові звання
- генерал-майор
- генерал-лейтенант

## Нагороди
- ордени
- медалі